# Norton Motorcycle Company
Norton es una mítica marca británica de motocicletas, que cesó su producción en los años 1990. Registrada como Norton Motorcycles, reinició su actividad en el año 2008. Fundada en 1898, la compañía fue adquirida en 1952 por la empresa Associated Motor Cycles, pasando a formar parte del grupo Norton-Villiers en 1966, y en 1972 se integró en el grupo Norton-Villiers-Triumph, tras la liquidación de BSA (antigua propietaria de Triumph). La crisis del sector de las motocicletas británico supuso el final de las operaciones de la marca, que fue comprada y vendida por varias sociedades de inversión en los primeros años 1990.

## Historia

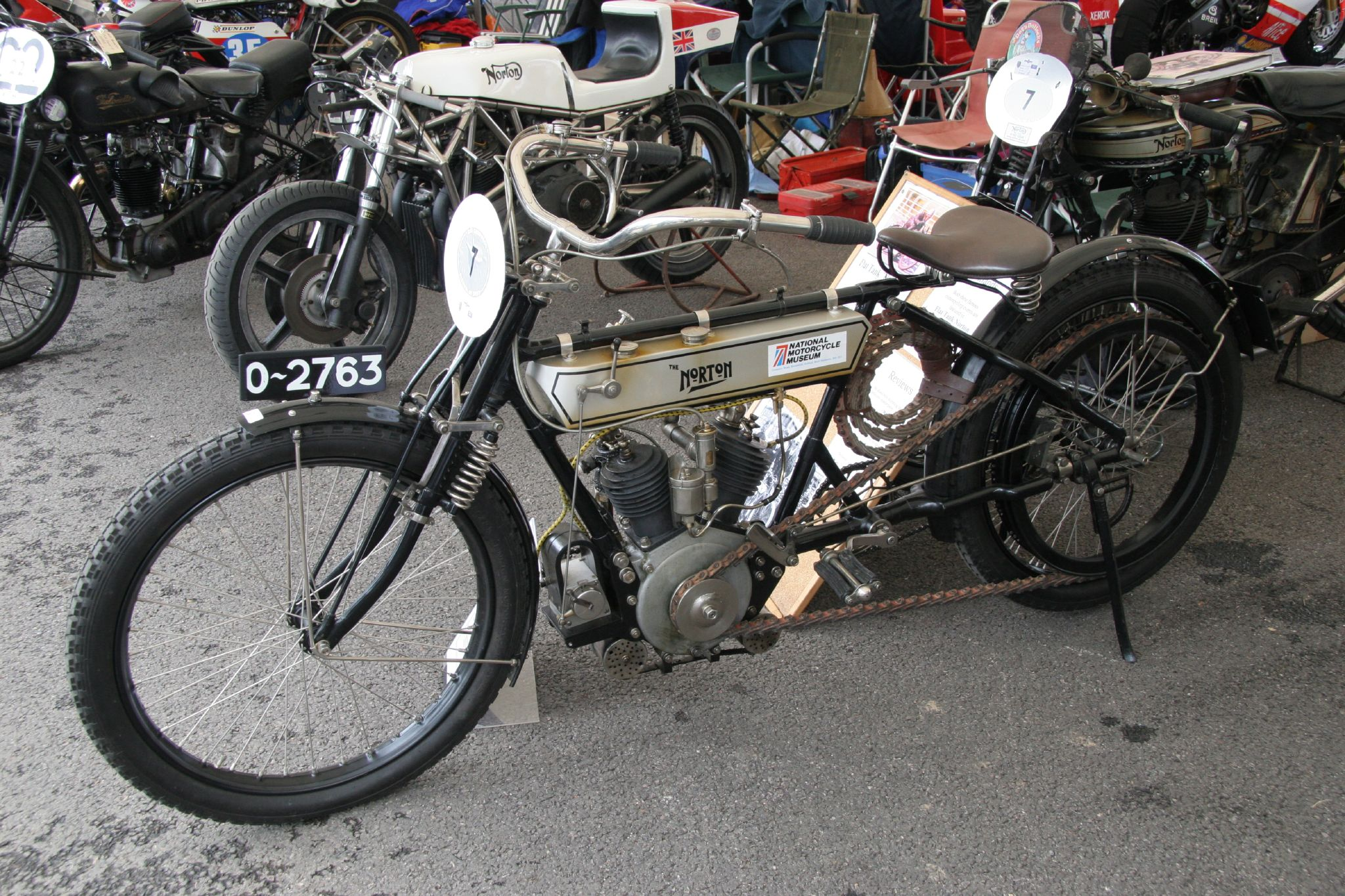
Norton (1907)

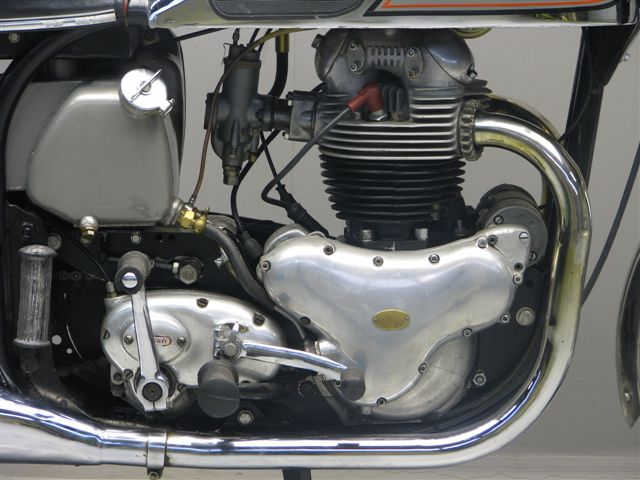
Motor Dominator 500 (1956)

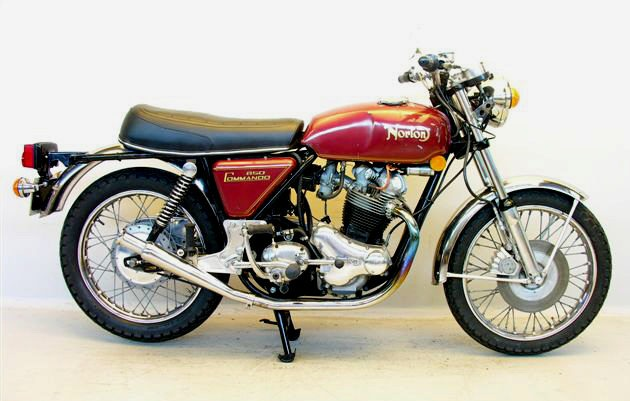
Norton Commando 850 (1973), una de las motos de mayor éxito comercial de la marca

James Lansdowne Norton, originario de Birmingham, con tan solo 19 años de edad fundó en 1898 la compañía Norton Manufacturing Co. con el objetivo original de producir cadenas para bicicletas. En 1902 fabricó la primera motocicleta Norton al agregar a una bicicleta un pequeño motor en la parte inferior del cuadro. En 1908, como continuación del primer modelo Norton, desarrolló un motor monocilíndrico de 633 cc que se montaría en cinco modelos de la marca, disfrutando de una larga vida. En 1916 apareció por primera vez el famoso logotipo de Norton. En 1924, el piloto Alec Bennet ganó con una Norton la famosa carrera Senior del Tourist Trophy que se realiza anualmente en la Isla de Man.
Durante los años de la Segunda Guerra Mundial, entre 1939 y 1946, se produjeron cerca de 100.000 unidades de la marca para su uso militar. En 1951 el piloto Geoff Duke se proclamó campeón del mundo de velocidad con motos Norton en dos categorías: 350 cc y 500 cc. En 1967 se lanzó el mítico modelo Norton Commando. En 1971 salió al mercado la Street Scambler. 1976 marcó el inicio de la decadencia de la marca: dejó de producirse el modelo Commando, debido a la recesión del mercado inglés y a la llegada a Europa de las marcas japonesas. En 1977 la marca cambió de manos, con financiación del gobierno británico se desarrolló un nuevo motor rotativo y se aplicaron sus desarrollos mecánicos a motocicletas y también a pequeñas embarcaciones y avionetas. En 1992 Norton venció de nuevo en la Senior TT, pero a pesar del éxito deportivo la estabilidad financiera de la marca era precaria y acabó por cerrarse la compañía.

### Relanzamiento
En octubre de 2008 fue noticia que el empresario Stuart Garner había comprado los derechos de la marca Norton y estaba montando una nueva fábrica y oficinas en la zona de Donington. Tras los rumores sobre el trabajo de la compañía en una moto para calle que llevaría el nombre de "Commando", esta finalmente fue presentada en público como prototipo en varias ferias. La fabricación del modelo definitivo denominado Commando 961 SE, limitada a 200 unidades, comenzó en septiembre de 2009 y se pondría a la venta en 2010. Este modelo era una lograda motocicleta, al más puro estilo Cafe Racer. Descrita por los expertos como una auténtica maravilla estética, se trataba de un modelo fabricado artesanalmente y con componentes de primer nivel (suspensiones Öhlins, frenos Brembo, llantas de carbono BST). Se estimaba que su precio superase los 20.000 euros. La marca aseguraba que más adelante fabricaría una versión estándar con componentes económicos para llegar al gran público.

### Norton en competición
Pero la noticia más importante relacionada con la marca en año 2009 fue su anuncio de volver a competir en el TT de la Isla de Man con una versión de la Norton F1 de motor rotativo que se llamaría NRV588. Steve Hislop ganó el TT en 1992 con una Norton de motor rotativo, y desde entonces la marca británica no ha vuelto a participar en la carrera. Michael Dunlop, el hijo de Robert Dunlop, fue el piloto elegido para pilotar esta moto y reverdecer los laureles alcanzados con la Norton JPS. Se espera que estas motos consigan los éxitos que ha cosechado Triumph en su renacer, más que nada por tener alguna otra moto británica en el mercado para rememorar las viejas luchas entre "Bonnies" y "Commandos".

#### Historial de victorias
- 1924. Senior TT. Alec Bennet.
- 1952. Campeonato del mundo de velocidad 350 cc. Geoff Duke.
- 1952. Campeonato del mundo de velocidad 350 cc. Geoff Duke.
- 1992. Senior TT. Steve Hislop.

## Imágenes
|  |  |  |  |

|  |  |  |  |